# Тиша (фільм, 1963)
«Тиша» (рос. «Тишина») — російський радянський двосерійний художній фільм 1963 року. Стрічку знято за однойменним романом Юрія Бондарева, опублікованим того самого року. Драма про долю демобілізованого юнака, чийого батька заарештували через наклеп. Головний приз серед художніх фільмів Всесоюзного кінофестивалю (1964).

## Сюжет
Демобілізований Сергій Вохмінцев повертається до Москви і вступає до інституту. Нахабно за наклепницьким доносом сусіда заарештовують Сергієвого батька, а юнака, як сина «ворога народу» виключають із партії та інституту. Той вирішує їхати в Казахстан, де працює на будові. Він продовжує вірити у справедливість і здобуває багато нових друзів. Чесно показавши роки сталінських репресій, фільм став прикладом мистецтва періоду «відлиги».

## У ролях
- Віталій Коняєв — Сергій Вохлінцев
- Георгій Мартинюк
- Лариса Лужина — Ніна
- Наталія Величко — Ася Вохмінцева, сестра Сергія
- Володимир Ємельянов
- Микола Волков — художник Мукомолов
- Михайло Ульянов — Биков
- Лідія Смирнова — Бикова
- Іван Переверзєв — Луковський
- Лілія Гриценко
- Сергій Плотников
- Володимир Землянікін
- Валентина Березуцька — дружина Авер'янова
- Євген Лазарєв —  Аркадій Уваров
- Віктор Ломакін
- Г. Ненашев
- Всеволод Сафонов

## Нагороди
- Головний приз серед художніх фільмів Всесоюзного кінофестивалю (1964).